# Antibiotic
Antibioticele (cunoscute și ca antibacteriene, greacă ἀντί- contra, βίος- viață) alcătuiesc o clasă de medicamente, produse de microorganisme sau obținute pe cale sintetică sau semisintetică, fiind cele mai importante substanțe medicamentoase implicate în tratamentul și în profilaxia infecțiilor bacteriene de diverse tipuri.
Antibioticele sunt utilizate în medicina umană și veterinară, însă au o mare utilitate și în agricultură. În mod normal, ele prezintă toxicitate doar pentru microorganismele cauzatoare ale infecțiilor, fără să afecteze organismul uman sau animal, dar în anumite cazuri acestea pot induce reacții adverse, cea mai frecventă fiind afectarea florei intestinale normale. Din punctul de vedere al acțiunii, antibioticele pot face parte din două clase, ele manifestându-și efectul bacteriostatic (prin oprirea creșterii bacteriei) sau bactericid (prin distrugerea acesteia), însă există și exemple care prezintă ambele mecanisme. Există mai multe criterii conform cărora se mai poate realiza clasificarea antibioticelor, de exemplu structura chimică sau activitatea lor asupra bacteriilor. Un număr limitat de antibiotice posedă, de asemenea, și o activitate antiprotozoarică (cum este, de exemplu, metronidazolul).
Din punct de vedere istoric, termenul de antibiotic face referire doar la agenții antibacterieni secretați de către microorganisme, cu scopul de a afecta alte microorganisme și de a oferi protecția față de acestea, și a fost utilizat pentru prima dată în anul 1942. În prezent, definiția s-a extins și la acele substanțe medicamentoase antimicrobiene de origine sintetică, denumite chimioterapice antimicrobiene, precum sunt chinolonele, sulfamidele și nitrofuranii. Primul antibiotic natural, penicilina, a fost descoperit de către Alexander Fleming, iar această descoperire a permis o dezvoltare impresionantă în ceea ce privește tratamentul infecțiilor bacteriene. Au fost descoperite și sintetizate foarte multe molecule noi de antibiotice de-a lungul ultimul secol, însă în ziua de astăzi eficacitatea antibioterapiei se află sub semnul întrebării datorită unor probleme legate de utilizarea acestora, precum este bine-cunoscuta rezistența la antibiotice.
Scopul antibioterapiei și implicit succesul terapeutic este reprezentat de eliminarea completă a microorganismului patogen din organism. Pentru realizarea acestui fapt, este necesară alegerea unei posologii care asigură o concentrație necesară de antibiotic în focarul infecțios, superioară concentrației minime la care creșterea microorganismului este inhibată. De asemenea, este neapărată alegerea unei căi de administrare pentru un antibiotic, având în vedere starea fiecărui pacient în parte. Fenomenul automedicației este în prezent o problemă gravă în sistemul de sănătate publică, întrucât o alegere neadecvată a unui antibiotic și un ritm de administrare necorespunzător poate avea ca urmare generarea unor tulpini bacteriene rezistente. Antibioticele nu sunt eficiente asupra virusurilor, astfel că virozele sunt tratabile doar cu medicamente antivirale.
Antibioticele sunt obținute la nivel industrial fie prin intermediul microorganismelor (adesea modificate pentru a crește randamentul de producție), fie prin sinteză chimică. Necesitatea obținerii unor noi antibiotice mai bune a dus la cercetări suplimentare, iar un exemplu de alternativă la terapia cu antibiotice este utilizarea virusurilor capabile să distrugă bacteriile, acestea fiind denumite bacteriofagi. Deoarece unele specii patogene au dezvoltat rezistență, pentru identificarea corectă și tratarea infecțiilor este necesară realizarea unei antibiograme, o metodă care indică sensibilitatea speciilor față de un anumit antibiotic.

## Istoric
În ciuda faptului că medicamentele antibiotice cu spectru larg, care sunt utilizate în mod curent în tratamentul infecțiilor grave (precum tuberculoza și lepra) au fost identificate abia în secolul al XX-lea, unele dintre primele încercări de contracarare ale infecțiilor bacteriene au avut loc acum mai bine de 2500 de ani în China. Se știa încă din acele vremuri că prin presarea pe o plagă a unei bucăți de pâine mucegăite, sau prin utilizarea de lapte fermentat sau de miere, se poate evita instalarea unor infecții.
Multe culturi antice, incluzând Egiptul Antic și Grecia Antică, utilizau mucegaiurile și unele surse vegetale pentru tratarea infecțiilor, datorită proprietăților lor antiseptice. Acest fenomen de inhibare a creșterii unor microorganisme prin asocierea de microorganisme antagoniste a primit denumirea de antibioză. Prima descriere referitoare la acest principiu a fost realizată în anul 1877, când Louis Pasteur și Robert Koch au observat faptul că un bacil din aer producea inhibarea creșterii bacteriei Bacillus anthracis (bacilul cărbunos).

### Sinteza chimică a coloranților antimicrobieni

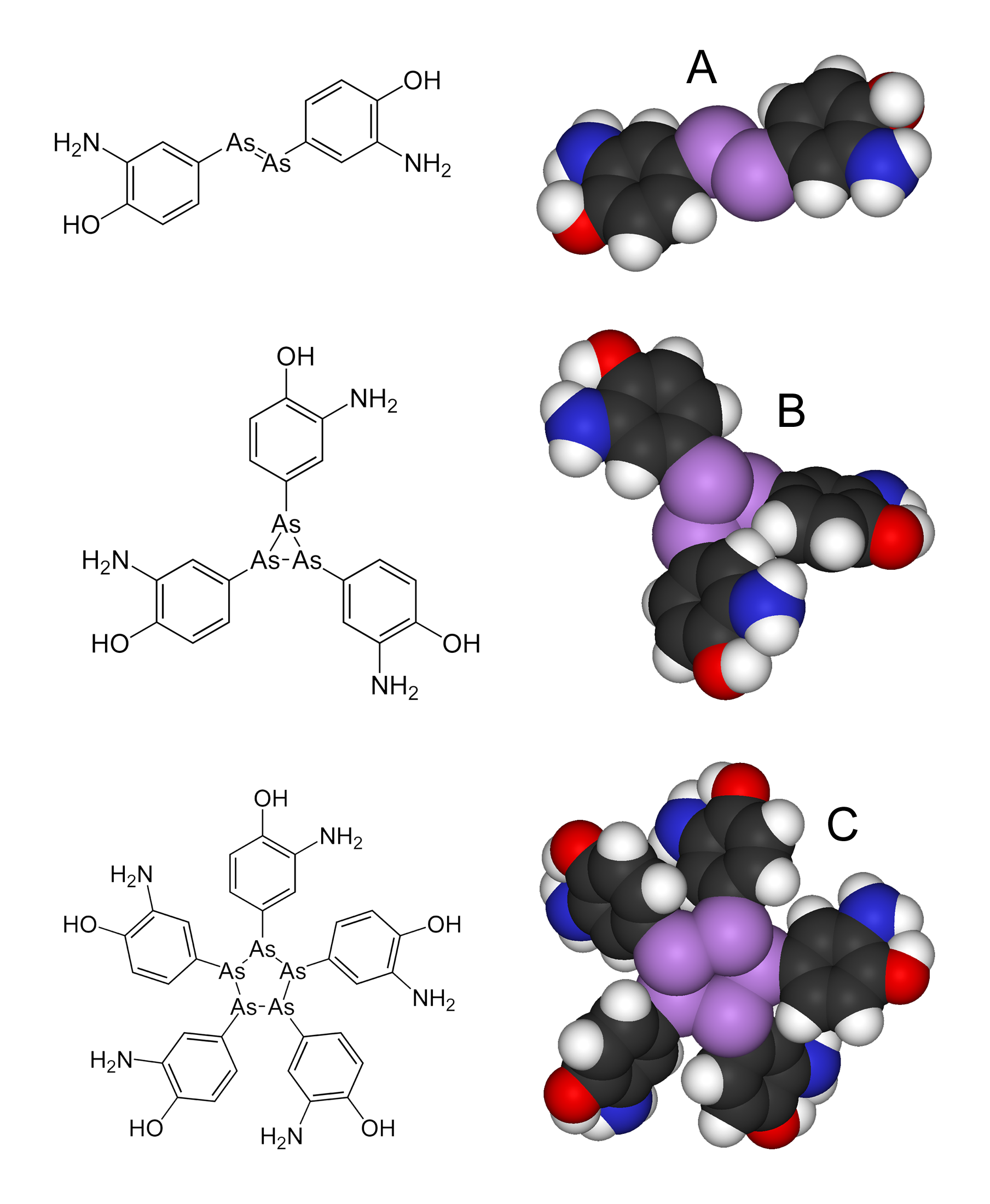
Structura arsfenaminei sau a salvarsanului, colorantul antimicrobian sintetizat de Paul Ehrlich.

Prima substanță antibacteriană care poate fi considerată ca antibiotic cu spectru restrâns a fost descoperită de către medicul german Paul Ehrlich (1854-1915). Acesta a observat faptul că unii coloranți prezintă afinități tinctoriale față de celulele umane, animale și bacteriene, iar altele nu, ceea ce a condus la ideea că unii coloranți sintetici ar putea să se lege selectiv de celula bacteriană, distrugând-o, dar fără să producă o afectare semnificativă la om. Astfel, Ehrlich a dezvoltat în anul 1907 primul colorant cu potențial terapeutic antimicrobian, pe care l-a denumit salvarsan sau arsfenamină, după foarte multe încercări eșuate. Acest derivat de arsen a devenit imediat frecvent utilizat în tratamentul sifilisului, boală care era foarte răspândită la acea vreme, și a tripanosomiazei africane.
În anul 1932, Gerhard Domagk și echipa sa de cercetare de la Bayer Laboratories au sintetizat prima sulfamidă, prontozilul roșu, ceea ce a deschis calea către dezvoltarea unei clase foarte numeroase de substanțe antibacteriene. Pentru descoperirea sa, i-a fost acordat Premiul Nobel pentru Fiziologie sau Medicină în anul 1939.

### Penicilina și antibioticele naturale
Observații cu privire la puterea inhibitorie a unor microorganisme asupra creșterii altor microorganisme au fost raportate încă de la sfârșitul secolului al XIX-lea. Conceptul de antibioză a dus astfel la curiozitatea legată de existența unor compuși antibacterieni în natură. Astfel, multe cercetări în acest domeniu au început să fie publicate. În anul 1874, William Roberts a notat faptul că în culturile de Penicillium glaucum, un mucegai utilizat la fabricarea unor sorturi de brânză, nu există contaminare bacteriană. În anul 1876, John Tyndall a adus contribuții suplimentare legate de acest subiect. În anul 1895, Vincenzo Tiberio a publicat rezultate referitoare la capacitatea antibacteriană a unor extracte de mucegaiuri.
În anul 1897, doctorandul Ernest Duchesne a prezentat lucrarea de dizertație „Contribution à l'étude de la concurrence vitale chez les micro-organismes: antagonisme entre les moisissures et les microbes” (Contribuție la studiul competiției vitale la micro-organime: antagonism dintre mucegaiuri și microbi), prima lucrare care ia în considerare potențialul terapeutic al mucegaiurilor pe baza activității antimicrobiene. În teza sa, Duchesne propune ideea că ar exista o luptă continuă pentru supraviețuire între bacterii și mucegaiuri, observând că E. coli a fost eliminată de către Penicillium glaucum când au fost cultivate pe aceeași cultură. De asemenea, a observat că animalele de laborator la care s-au inoculat doze letale de bacil tifoid împreună cu Penicillium glaucum nu au dezvoltat infecție cu tiofos. Totuși, nevoia de a se alătura în armată a întrerupt studiile lui Duchesne. În mod paradoxal, Duchesne a murit de tuberculoză, o boală infecțioasă care în prezent beneficiază de tratament antibiotic.

Structura chimică generală a penicilinelor, compuși derivați de la penicilina descoperită de Alexander Fleming în 1928.

Primul compus descoperit care este considerat ca fiind un antibiotic adevărat este penicilina. Descoperirea epocală a fost realizată de către Alexander Fleming, care a făcut în anul 1928 observația că secreția mucegaiului verde Penicillium notatum (care a contaminat în mod întâmplător culturile, datorită unei ferestre lăsate deschise) are capacitatea de a distruge colonia de bacterii cultivată. Fleming cercetase anterior proprietățile antibacteriene ale lizozimului și astfel a putut interpreta corect faptul că, prin dezvoltare, organismul fungic a secretat un compus cu putere de inhibiție de creștere asupra bacteriei Staphylococcus aureus. Deși nu a putut realiza izolarea acestuia fără ajutorul chimiștilor, Fleming a publicat rezultatele în literatura de specialitate, iar pe baza denumiri genului Penicillium a oferit compusului numele de penicilină.

Ernst Chain și Howard Walter Florey au fost savanții care au continuat cercetările lui Fleming și au reușit într-un final să obțină penicilina într-o formă purificată, însă utilizarea acesteia nu a fost disponibilă la scară largă decât după 1945. Structura chimică a penicilinei a fost propusă de către Abraham în 1942 și a fost ulterior confirmată de către Dorothy Crowfoot Hodgkin în 1945.
Cecil George a relizat, în anul 1930, primele observații clinice ale terapiei cu penicilină, la pacienții nou-născuți bolnavi de conjunctivită. Chain și Florey au permis, prin studiile intense realizate, acceptarea pencilinei ca agent terapeutic, dar doar în anii 1940, când au început să apară primele înregistrările ale unor beneficii terapeutice. Pentru munca depusă în dezvoltarea penicilinei, Fleming, Chain și Paine au primit Premiul Nobel pentru Medicină în anul 1945.
De asemenea, René Dubos a izolat, în 1939, tirotricina (formată din 20% gramicidină și 80% tirocidină), primul antibiotic care a fost testat clinic și unul dintre primele care au fost fabricate la nivel industrial. Aceste descoperiri au fost foarte importante, întrucât au readus la lumină interesul pentru penicilină și au lansat practic „epoca de aur a antibioticelor”. Datorită necesității imperioase de a trata multitudinea de răni infectate cauzate în timpul celui de-al Doilea Război Mondial, au fost investite foarte multe resurse în încercarea de a investiga proprietățile penicilinei și de a o purifica, astfel că în 1940 acest lucru a fost relizat în final. Antibioticele au început să fie frecvent utilizate începând cu anul 1943, când a debutat producția la nivel industrial a penicilinelor în Statele Unite, Regatul Unit, Australia și în alte state.

### Restul secolului al XX-lea și secolul al XXI-lea

Structura chimică a cloramfenicolului

Dezvoltarea și amploarea descoperirii și producției de antibiotice din secolul al XX-lea a început să fie cunoscută sub numele de „epoca de aur a antibioticelor”, o perioadă în care a fost descoperită o multitudine de antibiotice: streptomicina, bacitracina, cloramfenicolul, eritromicina, rifampicina, etc. Perioada 1940 - 1970 este caracterizată de o așa-numită „explozie” a descoperirilor de antibiotice. După popularizarea penicilinei, au început să apară noi clase de antibiotice care au la bază nucleul beta-lactamic, compuși care au fost grupați sub denumirea de antibiotice beta-lactamice. Noile peniciline sintetizate au fost: meticilina, oxacilina, ampicilina și carbenicilina. Cefalosporinele au început să fie dezvoltate după descoperirea cefalosporinei C în 1945, din specia de ciupercă Cephalosporium. Descoperirea streptomicinei din anul 1944 a permis studiul unui număr mare de compuși sintetizați de speciile din genul Streptomyces, ducând la descoperirea de neomicină (1949), kanamicină (anii 1950) și gentamicină (1963). John Ehrlich a reușit să izoleze cloramfenicolul, un compus important, din Streptomyces venezuelae. Au fost caracterizate și primele tetracicline: aureomicina (clortetraciclina, 1948), izolată din Streptomyces aureofaciens, și teramicina (oxitetraciclina, 1950), izolată din Streptomyces rimosus.
Descoperirea macrolidelor a debutat cu eritromicina (iloticină), care a fost izolată din Streptomyces erythreus în 1952. Pentru a evita instabilitatea acesteia în mediu acid, au fost dezvoltați compuși semisintetici, precum claritromicina și azitromicina, iar ulterior a fost dezvoltată telitromicina, o ketolidă. Au urmat glicopeptidele, cu primul reprezentat vancomicina, izolată din Amycolatopsis orientalis în 1955, iar apoi teicoplanina, izolată din Actinoplanes teichomyceticus în 1984. Streptograminele, de asemenea izolate din streptomicete din sol, au fost menționate pentru prima dată în literatură în 1953. Prima lincosamidă, denumită lincomicină, a fost caracterizată în anii 1960 și a fost izolată din Streptomyces lincolnensis, iar derivatul semisintetic clorurat al acesteia, clindamicina, a fost descris în anul 1969. Rifamicinele au fost obținute atât prin izolare, cât și prin sinteză chimică: rifampicina a fost descoperită și izolată din Streptomyces mediterranei în 1957, iar apoi au fost obținute rifabutina și rifapentina.

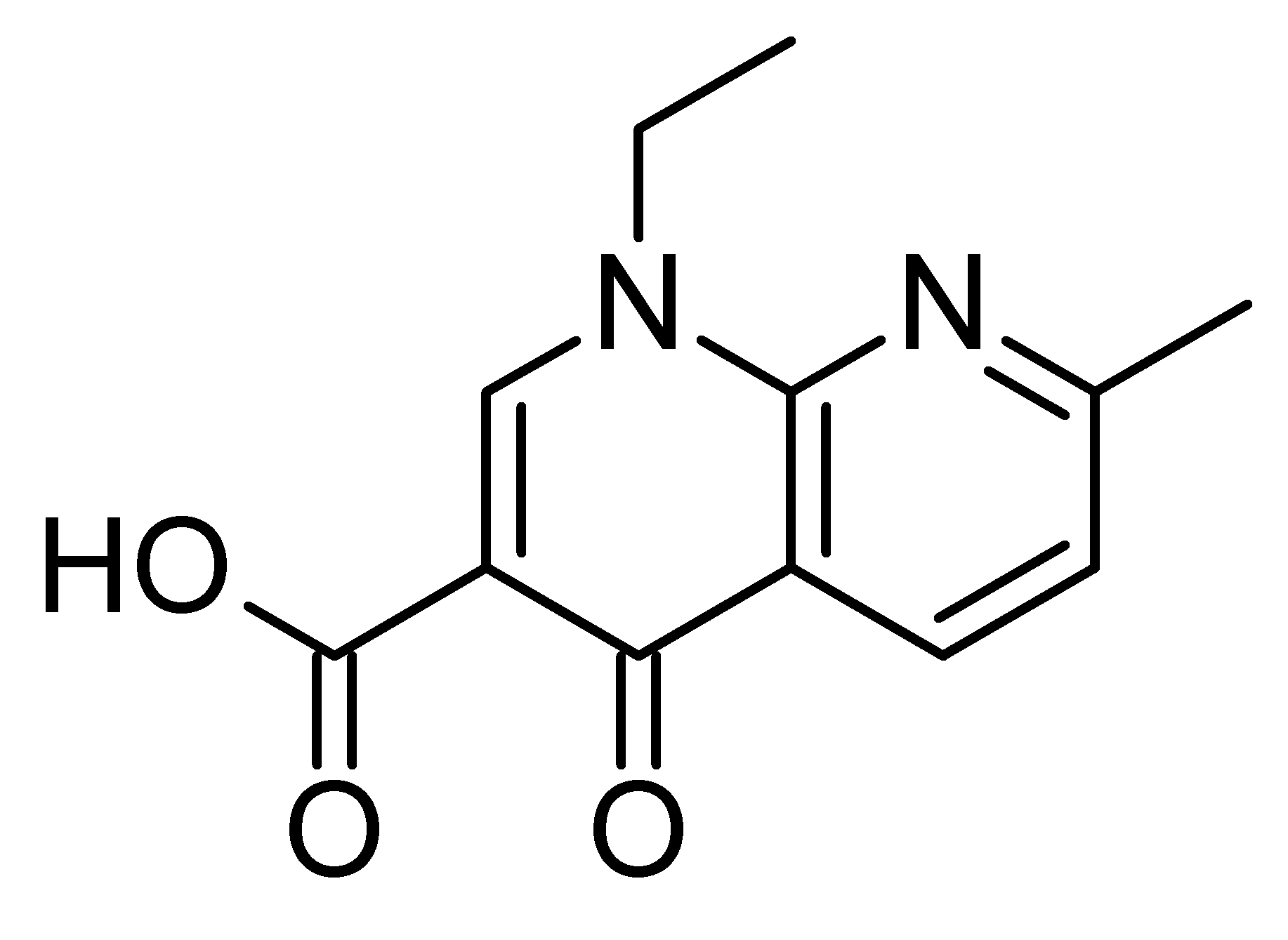
Structura chimică a acidului nalidixic, primul reprezentant al clasei chinolonelor

Dezvoltarea clasei chinolonelor și a fluorochinolonelor a avut un impact puternic asupra tratamentului antiinfecțios, acestea inhibând unele enzime necesare în replicarea ADN-ului bacterian (ADN-giraza, topoizomeraza IV). Primul reprezentant, acidul nalidixic, a fost descoperit întâmplător în 1962 în timpul încercării de a sintetiza derivați de clorochină. A urmat descoperirea în 1987 a ciprofloxacinei, o moleculă cu spectru antimicrobian îmbunătățit, ceea ce a permis dezvoltarea ulterioară a peste 10 000 de molecule de chinolone. Dintre aceștia, doar 20 au început să fie comercializați cu succes. O singură altă clasă capabilă să inhibe giraza bacteriană a fost introdusă, aminocumarinele, cu principalul reprezentant novobiocina.
Moleculele dezvoltate în ultimele decenii au ca scop îmbunătățirea spectrului de activitate și eliminarea rezistenței unor specii, precum Pseudomonas aeruginosa. În 1995 a fost introdusă o asociere cu spectru foarte larg de acțiune, denumită piperacilină/tazobactam. Au urmat dezvoltările cefalosporinelor de generația a 5-a, cu ceftobiprol (2002) și ceftarolină (2005), care prezintă avantajul activității pe stafilococ auriu meticilino-rezistent (MRSA). Au fost dezvoltate și unele glicopeptide derivate din vechile molecule, precum: telavancina, dalbavancina și oritavancina.

Structura chimică a ceftarolinei

Un caz interesant este cel al clasei oxazolidinonelor, care a fost menționată prima dată în 1978 având ca indicație utilizarea împotriva patogenilor la plante. Reprezentanții au fost introduși în studii clinice la om, iar primul reprezentant, linezolidul, a fost aprobat pentru uz uman în Statele Unite, abia în anul 2000. O oxazolidinonă de nouă generație, tedizolid, prezintă activitate pe MRSA. Printre cele mai noi antibiotice aprobate în terapie se numără daptomicina, tigeciclina, retapamulina, doripenemul, plazomicina, omdaciclina, eravaciclina, iclaprimul, lefamulina, cefiderocolul, dar și unele asocieri, precum ceftazidimă/avibactam și meropenem/vaborbactam.
Pe toată durata secolului al XX-lea, numărul de substanțe antibiotice introduse în terapie a crescut semnificativ, astfel că în perioada 1935 - 1968, 12 noi clase de antibiotice au fost introduse. Totuși, numărul a scăzut drastic, iar între 1969 și 2003 doar două noi clase au fost descoperite. După finalizarea „epocii de aur” a antibioticelor, numărul foarte mare de agenți introduși a dus la utilizarea irațională a acestora în multe domenii, precum medical, veterinar, în industria alimentară și în agricultură, ceea ce a condus la apariția fenomenului sever de rezistență la antibiotice. Prezența antibioticelor în mediul înconjurător creează o presiune asupra bacteriilor patogene de a dezvolta rezistență și distruge bacteriile folositoare. Unele studii propun ca singură metodă de reducere a rezistenței la antibacteriene eliminarea presiunii de selecție asupra bacteriilor patogene.
Deși descoperirea de noi antibiotice a scăzut semnificativ, se pare că produșii naturali încă ar juca un rol important în procesul de descoperire și de dezvoltare al acestor agenți terapeutici. În prezent, există pericolul dezvoltării continue de rezistență la antibiotice de către bacteriile patogene, fapt îngrijorător în special pentru speciile din „grupul ESKAPE”. Nevoia de noi clase de antibiotice sau de noi compuși cu proprietăți farmacologice superioare este în creștere, pe măsură ce medicamentele vechi sunt retrase din uz datorită ineficienței lor în fața tulpinilor de patogene multi-rezistente.

## Mecanism de acțiune

Principalele ținte biochimice din structura celulei bacteriene pe care acționează antibioticele sunt peretele celular, membrana celulară și respectiv acizii nucleici.

Datorită diversității foarte mari în ceea ce privește antibioticele, există o multitudine de mecanisme de acțiune prin care acestea își manifestă efectul de neutralizare sau de toxicitate asupra organismelor bacteriene. Obiectivul unei molecule de antibiotic este de a ajunge la suprafața sau în interiorul celulei bacteriane și de a ținti selectiv anumite structuri moleculare sau biologice din componența acestora, lăsând neafectate celulele gazdei umane sau animale. În acest caz, după cum se poate observa și în diagrama din partea dreaptă, antibioticele pot acționa la nivelul peretelui celular, membranei celulare, acizilor nucleici, proteinelor sau a ribozomilor bacterieni.
De asemenea, prin mecanismul pe care îl prezintă, antibioticele pot face parte din două clase mari, astfel că ele pot avea efect bacteriostatic (inhibând creșterea microorganismelor, dar fără să le distrugă) sau bactericid (provocând moartea celulelor bacteriene), însă există exemple de antibiotice care produc ambele efecte.

### Peretele celular
Un număr relativ mare de antibiotice își manifestă efectul prin blocarea sintezei, organizării sau formării finale a peretelui celular, în special în punctele de legare ale peptidoglicanului (care este componentul principal al acestuia), dar nu interferă deloc cu alte componente intracelulare. În urma inhibării sintezei peretelui celular, au loc alterări în compoziția intracelulară a microorganismului, datorită unor modificări ale presiunii osmotice. Atâta timp cât procesele intracelulare se pot derula, acestea încearcă să compenseze presiunea internă creată de lipsa peretelui celular, însă până în momentul în care celula se distruge. În același timp, lipsa peretelui va permite intrarea altor agenți antibacterieni.
Câteva exemple de antibiotice care acționează la nivelul peretelui celular sunt: toate antibioticele beta-lactamice (penicline, cefalosporine, monobactame, carbapeneme, prin legarea de enzimele responsabile de sinteza peptidoglicanului), antibioticele glicopeptidice (prin împiedicarea legării straturilor de peptidoglican) și bacitracina (prin împiedicarea transportului precursorilor de peptidoglican).

### Membrana celulară
O altă categorie de antibiotice este cea care poate produce o lezare directă sau indirectă (prin inhibarea sintezei unor molecule constituente) asupra membranei celulare, efect care se poate manifesta atât la bacterii, cât și la unele specii fungice. Multe dintre molecule țintesc fosfolipidele membranare, care sunt componente lipide cu caracter anionic și vor atrage peptidele antimicrobiene cu caracter cationic, ducând la deformări fizice. Exemple de astfel de peptide includ polimixinele (polimixina B și colistina, care cresc permeabilitatea membranei prin acțiunea similară cu a detergenților) și daptomicina (care se leagă de membrană și produce depolarizarea acesteia).

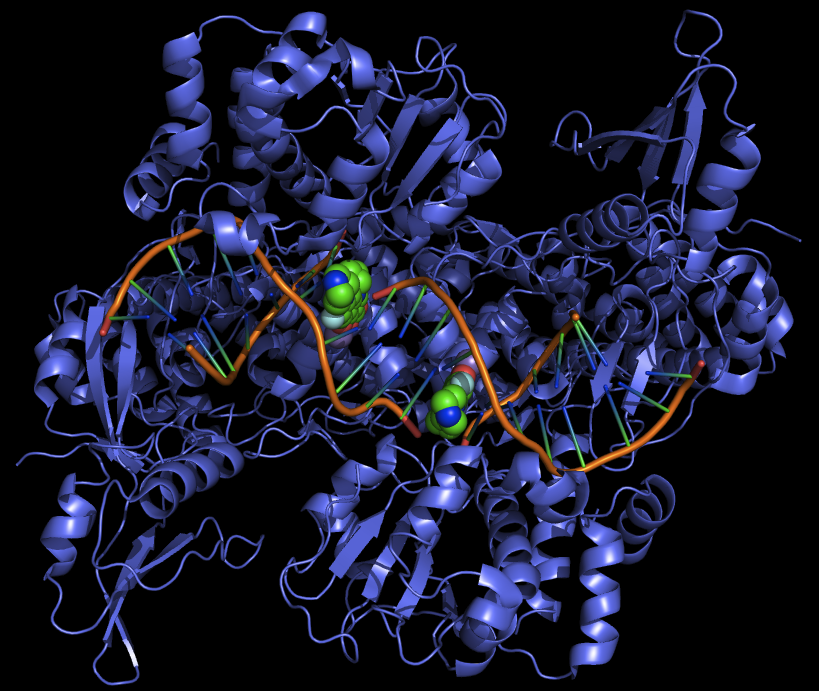
Structura ADN-girazei bacteriene și legarea moleculei de ciprofloxacină de acesta.

### Acizii nucleici
Unele antibiotice prezintă un efect de blocare a sintezei moleculelor de acizi nucleici (ADN, ARN), a funcției ribozomilor sau a enzimelor care participă la sinteza proteinelor bacteriene, ceea ce duce la formarea unor proteine defectuoase. Dacă se ia în considerare sinteza ADN-ului și a ARN-ului, există mai multe tipuri de enzime implicate în sinteza acestora care pot fi inhibate. În primul rând, chinolonele inhibă topoizomeraza de tipul II (ADN-giraza) și topoizomeraza de tipul IV, absolut necesare pentru replicarea ADN, pentru recombinare și pentru procesele de reparare ale ADN-ului. Același mecanism de inhibiție al ADN-girazei este prezentat și de aminocumarine (novobiocina).
Pot exista și alte mecanisme prin inhibare enzimatică. Rifamicinele, clasă din care face parte și rifampicina, se leagă de ARN-polimerază, ceea ce are ca efect inhibarea inițierii sintezei de ARN. Un alt mecanism este cel prezentat de nitroimidazoli și nitrofurani, care se inserează în celula bacteriană și sunt reduse sub acțiunea nitroreductazelor bacteriene la compuși citotoxici care afectează structura acizilor nucleici și a proteinelor.
Din aceeași categorie fac parte și substanțele care acționează ca antimetaboliți, care blochează anumite căi metabolice din sinteza precursorilor pentru acizi nucleici (timidină, baze purinice) și duc implicit la inhibarea sintezei acestora. Acești compuși prezintă similitudine structurală cu moleculele endogene care sunt necesare pentru căile metabolice, în special acidul folic, și intră în competiție cu acidul para-aminobenzoic. Deoarece mamifere nu biosintetizează acid folic, antimetaboliții nu interferă cu metabolismul celular al gazdei. Exemple de antimetaboliți sunt: sulfamidele (acționează prin analogie structurală), trimetoprimul (inhibă dihidrofolat-reductaza), dapsona și acidul 4-aminosalicilic.

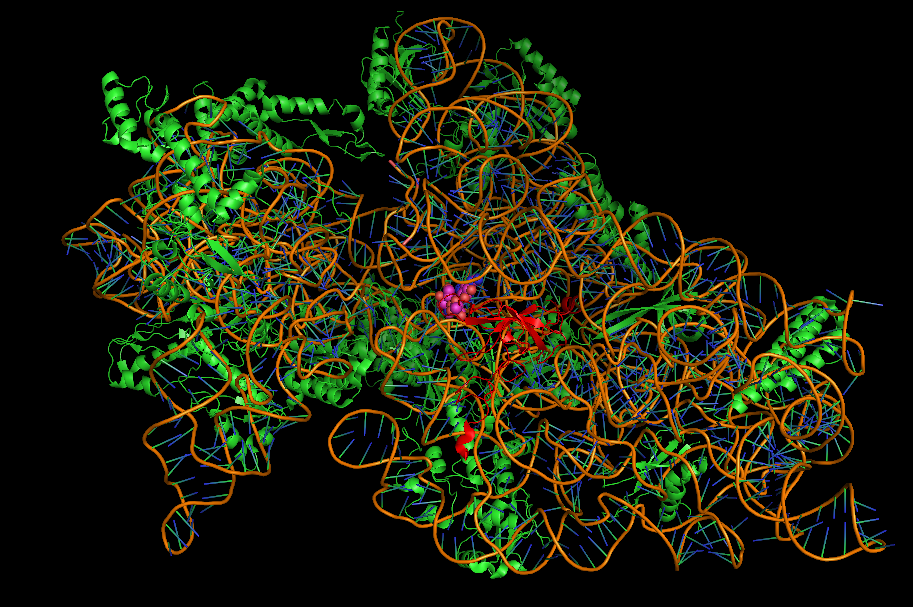
Structura subunității ribozomale 30S a bacteriei Thermus thermopiles și legarea moleculei de streptomicină de acesta.

### Ribozomii și sinteza proteică
În final, cele mai multe clase de antibiotice sunt capabile să inhibeze procesele care au loc la nivelul ribozomului bacterian, diferit structural față de cel eucariot. Ribozomii sunt organitele cu rol în sinteza proteinelor celulare, așadar prin perturbarea funcției sale fie se va opri sinteza proteinelor, fie se vor forma proteine nefuncționale, aberante.
Exemple de antibiotice care se leagă de subunitatea 30S a ribozomului sunt aminoglicozidele, tetraciclinele, spectinomicina și capreomicina, iar cele care se leagă de subunitatea 50S a ribozomului sunt macrolidele, streptograminele, lincosamidele, cloramfenicolul, pleuromutilinele și oxazolidinonele. Acidul fusidic prezintă un mecanism aparte, fiindcă se leagă de factorul de elongare G implicat în translație. De asemenea, puromicina prezintă simililtudine structurală cu o catenă a ARN-ului de transport, fiind astfel fraudulos incorporat în ribozom și blocând etapa de elongare a catenei polipeptidice.

## Clase de antibiotice

Structura nucleului beta-lactamic, elementul comun al acestei clase.

Există mai multe criterii conform cărora se poate face clasificarea antibioticelor, inclusiv pe baza mecanismului lor de acțiune (a se vedea secțiunea de mai sus), a structurii lor chimice sau a spectrului de activitate antimicrobian. În secțiunea de mai jos se va realiza o trecere în revistă a principalelor clase de antibiotice utilizate, pe baza structurii lor chimice, ținând cont și de mecanismul de acțiune.

### Beta-lactame
Antibiotice beta-lactamice reprezintă o clasă care reunește o multitudine de compuși ce conțin nucleul beta-lactamic, cele mai frecvente categorii fiind penicilinele, cefalosporinele (inclusiv oxacefeme), carbapenemele și monobactamele. În practică, se mai pot asocia cu inhibitori de beta-lactamază. La rândul lor, peniciline pot fi: aminopeniciline, cu acțiune pe Pseudomonas aeruginosa și rezistente la penicilinaze. Cefalosporinele sunt grupate în cinci generații, pe baza spectrului lor de activitate, efectul asupra bacteriilor Gram-negative crescând cu fiecare generație. Carbapenemele prezintă cel mai larg spectru dintre beta-lactamine și sunt considerate antibiotice de rezervă. Monobactamele prezintă o structură simplă și pot fi utilizate în diverse infecții complicate.

### Glicopeptide
Antibiotice glicopeptidice sunt derivați peptidici ciclici glicozilați și sunt utilizate în tratamentul infecțiilor cu bacterii rezistente la alte clase. Primul reprezentant aprobat pentru uz terapeutic a fost vancomicina, iar apoi au fost realizați derivați structurali (dalbavancină, oritavancină și telavancină) cu scopul de a îmbunătăți durata sa de acțiune și tolerabilitatea.

### Polipeptide
Au fost descrie mai multe tipuri de antibiotice peptidice, printre acestea numărându-se și polipeptidele. Ele sunt peptide non-ribozomale, derivate de la aminoacizi, și prezintă utilizări, mecanisme de acțiune și spectre de activitate variate. Unii dintre reprezentanți (bacitracina, de exemplu) sunt toxici în urma administrării injectabile, fiind utilizați strict la nivel topic.

### Aminoglicozide
Antibioticele aminoglicozidice sunt alcătuite din aminozaharide legate de un nucleu aminociclitol prin legături glicozidice. Sunt majoritar produse de către specii din genurile Streptomyces și Micromonospora, iar reprezentanții mai noi au fost obținuți prin semisinteză plecând de la cele naturale. Spectrul lor este larg, având utilizări și în tratamentul tuberculozei. Sunt adesea utilizate în combinație cu alte antibiotice, precum beta-lactame sau vancomicină.

### Chinolone
Chinolonele și derivații acestora, fluorochinolonele, prezintă 5 generații de antibiotice cu spectre diferite de acțiune. În ciuda eficienței ridicate, utilizarea lor a fost restrânsă la infecții complicate, care nu răspund la alte tratamente. Au fost obținuți mulți derivați chinolonici, cu scopul îmbunătățirii biodisponibilității, iar denumirea lor se face prin adăugarea sufixului -oxacină sau -floxacină.

### Tetracicline
Antibioticele tetraciclice, denumite și tetracicline, sunt antibiotice cu spectru larg, derivate de tetracen parțial hidrogenat, care sunt produse de specii de Streptomyces sau sunt derivați semisintetici ai tetraciclinelor naturale. Prezintă mecanism bacteriostatic și sunt utilizate de multă vreme în diferite infecții bacteriene. Principalul dezavantaj legat de acești compuși este rezistența pe care au dezvoltat-o unele tulpini, ceea ce a restrâns utilizarea lor clinică. Reprezentanți mai noi, precum este tigeciclina (o glicilciclină derivată de la minociclină), prezintă activitate pe speciile rezistente la alte tetracicline. Denumirea lor se face prin adăugarea sufixului -ciclină.

### Macrolide
Antibioticele macrolidice sunt caracterizate prin prezența unui macrociclu lactonic format din 14, 15 sau 16 atomi, la care sunt atașate amino- și dezoxi-zaharide, și au fost descoperite pentru prima dată la bacteria Streptomyces erythreus. S-a dezvoltat și o nouă clasă, cea a ketolidelor, care sunt derivați semisintetici ai eritromicinei cu spectru mai larg de activitate.

### Lincosamide
Lincosamidele, cu doi reprezentați utilizați clinic (lincomicina și clindamicina) sunt derivați de pirolidină legată printr-o punte aminică de o piranoză. Sunt antibioticele bacteriostatice de elecție în dermatologia veterinară, fiind absorbite rapid în pielea infectată.

### Streptogramine
Streptograminele sunt antibiotice produse de specii de Streptomyces, iar fiecare streptogramină reprezintă un amestec de doi compuși, neînrudiți structural, care prezintă un efect bactericid sinergic de 10 până la 100 de ori mai mare comparativ cu componentele libere. Astfel, fiecare unitate va conține o streptogramină de grup A (macrolactone polinesaturate, precum virginiamicină M sau pristinamicină II) și o streptogramină de grup B (hexadepsipeptide ciclice, precum virginiamicină S sau pristinamicină I).

### Rifamicine
Rifamicinele sunt antibiotice bactericide care sunt utilizate în tratamentul combinat al tuberculozei (cu excepția rifaximinei, care are un spectru de activitate mai restrâns). Sunt foarte similare în ceea ce privește farmacocinetica și reacțiile adverse produse.

### Sulfamide
Sulfamide sau sulfonamidele antimicrobiene sunt derivați de sinteză care prezintă efect bacteriostatic (asocierea cu trimetoprim le face bactericide). Reprezintă prima clasă de antibiotice care au fost folosite în tratamentul infecțiilor, începând cu anii 1930, însă astăzi au mai rămas doar câțiva reprezentați în uz.

### Nitroderivați
Nitrofuranii și nitroimidazolii sunt agenți chimioterapeutici sintetici care sunt nitroderivați heterociclici și care prezintă un mecanism de acțiune similar, fiind utilizați în unele infecții bacteriene și protozoarice. În ciuda similarității structurale, există unele diferențe în ceea ce privește spectrul de activitate.

## Utilizări medicale
Antibioticele sunt utilizate în profilaxia și tratamentul infecțiilor bacteriene, și uneori a infecțiilor produse de protozoare (adesea, se utilizează metronidazolul).  În practica medicală, este aplicat conceptul de terapie empirică, iar în momentul în care se pune diagnosticul unei infecții bacteriene, dar nu se cunoaște agentul patogen, se administrează un antibiotic cu spectru larg (pe baza simptomatologiei) și se inițiază antibiograma (a cărei realizare poate dura câteva zile).
Pe de altă parte, în contextul cunoașterii microorganismului patogen sau al identificării acestui prin antibiogramă, se poate începe terapia definitivă, de obicei cu un antibiotic cu spectru mai îngust de acțiune. Alegerea terapiei se face având în vedere diferiți factori, precum natura și sensibilitatea patogenului, toxicitatea antibioticului și costul terapiei.
Măsurile de profilaxie prin tratament cu antibiotice sunt aplicate în special în cazul pacienților care prezintă o susceptibilitate ridicată pentru dezvoltarea de infecții bacteriene, precum cei imunocompromiși (ca urmare a infecției cu HIV, pentru prevenirea pneumoniilor), pacienții aflați sub tratament cu imunosupresoare, pacienții bolnavi de cancer sau la cei care urmează să aibă o intervenție chirurgicală. Se remarcă o importanță mare a antibioterapiei profilactice în chirurgia stomatologică, utilizând la prevenirea bacteriemiei și a dezvoltării de endocardite infecțioase. O altă aplicație a profilaxiei este la pacienții cu neutropenie, de obicei bolnavi de cancer, care sunt predispuși la dezvoltarea de infecții.
În cazul antibioterapiei, succesul terapeutic depinde de mai mulți factori, inclusiv particularitățile pacientului, localizarea infecției și proprietățile farmacocinetice și farmacodinamice ale antibioticului utilizat. Problema rezistenței la antibiotice nu trebuie contracarată neapărat prin dezvoltarea de noi compuși, ci se poate aplica o terapie combinată, în care cel puțin două antibiotice cu mecanisme de acțiune diferite se utilizează împreună (de exemplu, în tuberculoză).

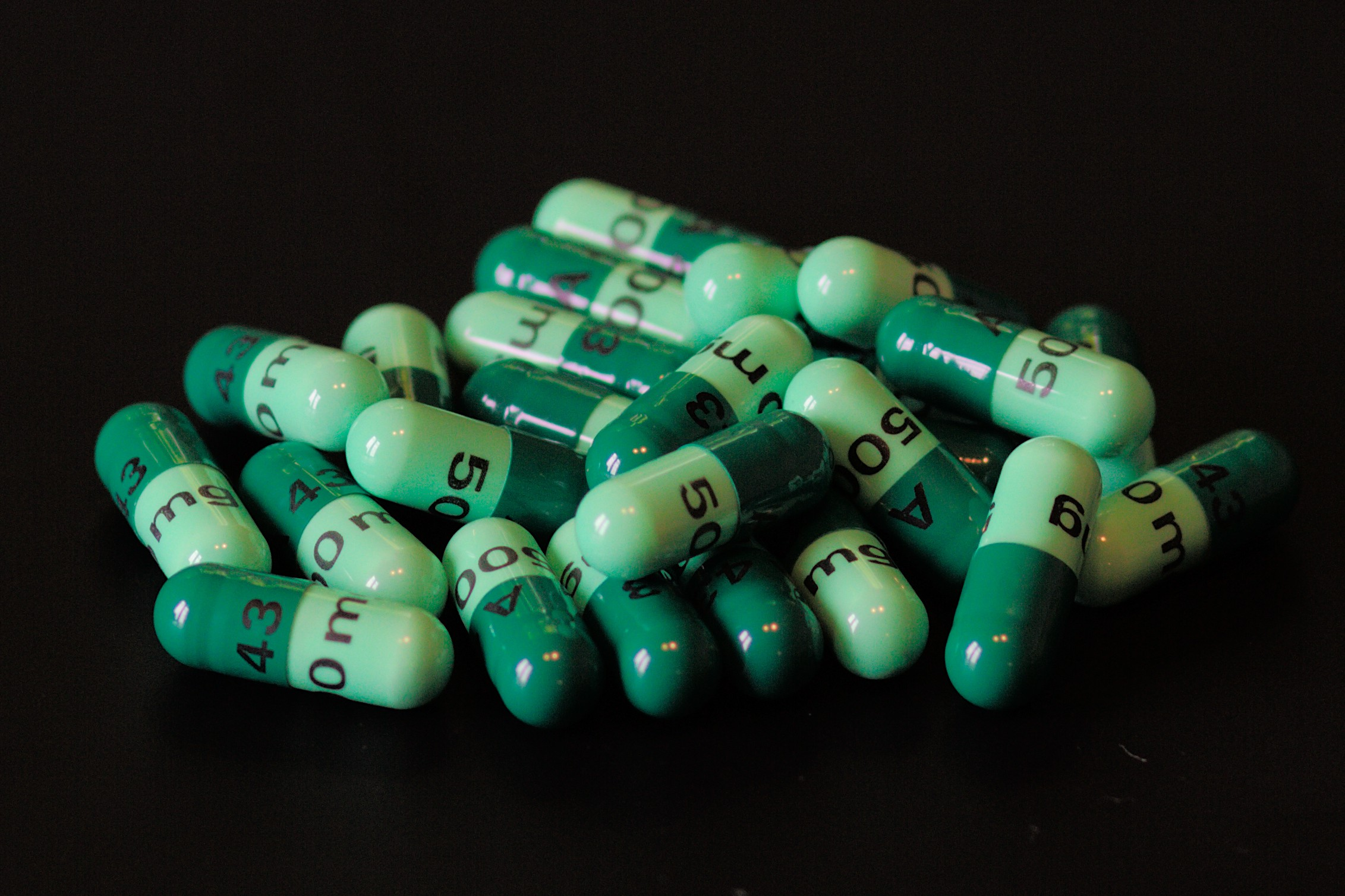
Capsule cu cefalexină, 50 mg/capsulă

### Administrare
În tratamentul cu antibiotice, se pot alege mai multe căi de administrare. De obicei, se recurge la administrarea orală (per os), iar în cazuri severe, în particular în cazul infecțiilor sistemice, se recurge la administrarea prin injectare intravenoasă. Administrarea antibioticelor trebuie realizată cât mai rapid posibil, în special în cazul infecțiilor care pun viața în pericol, fapt pentru care multe unități de urgență dețin antibiotice.
În cazul infecțiilor necomplicate, care sunt localizate la nivel topic, administrarea preferată este la acest nivel, fie sub formă de picături oftalmice (în conjunctivită) sau de picături auriculare (în otită), dar și pentru tratamentul unor infecții cutanate, prin diverse forme farmaceutice. Aplicarea antibioticelor la nivel topic oferă avantajul unei concentrații susținute la locul infecției, ceea ce pe de-o parte reduce absorbția sistemică și riscul de toxicitate, și pe de altă parte presupune utilizarea unor volume mici, ceea ce reduce riscul de utilizare neconformă. A fost raportată și reducerea riscului de infectare al rănilor post-chirurgicale prin aplicarea cutanată de antibiotice la nivelul acestora. În ciuda acestor fapte, administrarea topică nu permite un control exact al dozei, iar la acest nivel pot apărea reacții de hipersensibilitate sau dermatite de contact.
O terapie cu antibiotic trebuie să fie inițiată doar cu prescripția eliberată de un specialist medical autorizat, care are de asemenea obligația să monitorizeze evoluția tratamentului. Totuși, există multe cazuri de automedicație în rândul tratamentului cu antibiotice, prin procurarea directă a acestora de către pacienți din farmacii, o practică cu potențial periculos și care duce la agravarea fenomenului de rezistență la antibiotice.

## Efecte adverse

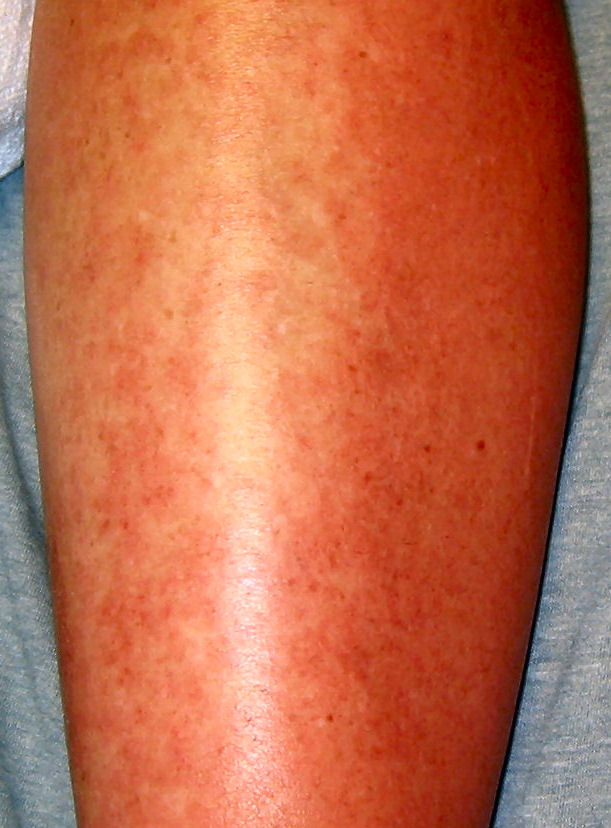
Urticaria pielii în regiunea tibială, ca urmare a administrării unui antibiotic

Datorită variației atât de mare între agenții antimicrobieni, este dificil să se facă o generalizare cu privire la efectele adverse obținute ca urmare a administrării acestora, cu atât mai mult cu cât intervin și factorii care țin de fiecare pacient în parte. În plus, terapia antibiotică produce de obicei puține efecte adverse, este de obicei bine tolerată, iar efectul benefic terapeutic este superior efectelor toxice.
Adesea sunt observate febra, senzația de greață și disconfortul gastrointestinal, precum apariția unor reacții alergice cutanate. Una dintre cele mai comune reacții adverse este diareea asociată cu colită pseudomembranoasă. Aceasta apare ca urmare a perturbării florei normale de la nivel intestinal, ceea ce îi permite bacteriei anaerobe Clostridium difficile să prolifereze la acest nivel, deoarece specia este rezistentă la acțiunea majorității antibioticelor uzuale, dar se dezvoltă în lipsa bacteriilor benefice. În aceeași ordine de idei, aceste dezechilibre ale microbiotei nu sunt localizate doar la nivel intestinal, ci pot să apară și la nivel vaginal, ducând la instalarea unei candidoze. Unele reacții adverse sunt specifice anumitor clase de antibiotice, cum sunt de exemplu nefrotoxicitatea în cazul aminoglicozidelor, colorarea dinților în cazul tetraciclinelor și riscul de afectare al tendoanelor în cazul chinolonelor.

### Interacțiuni
De asemenea, interacțiunile medicamentoase cu alți compuși terapeutici pot induce reacții secundare, cum este de exemplu cazul asocierii chinolonelor și corticosteroizilor, cu risc mare de afectare a tendoanelor. Se mai pune problema interacției cu contraceptivele orale, însă studiile realizate au semnalat faptul că antibioticele prezintă un risc foarte mic de scădere a eficacității acestora.
Un alt subiect controversat este interacțiunea ce apare ca urmare a consumului de alcool în timpul tratamentului antimicrobian. Se cunoaște faptul că alcoolul poate produce efecte secundare și poate scădea eficacitatea terapeutică a unor antibiotice. Deși consumul moderat de alcool nu produce interacțiuni semnificative cu antibioticele comune, în cazul anumitor tipuri de antibiotice (metronidazol, tinidazol, linezolid) pot apărea reacții adverse severe. În concluzie, potențialul de instalare al efectelor adverse și respectiv scăderea eficacității terapeutice a antibioticelor depinde de tipul acestora.
Antibioticele din anumite clase, precum cefalosporinele, metronidazolul, tinidazolul și furazolidona, pot cauza o reacție adversă de tip „disulfiram-like”, prin inhibarea aldehid-dehidrogenazei responsabilă de metabolizarea alcoolul, aceasta manifestându-se prin greață, vomă și senzație de sufocare.

## Abuzul de antibiotice
Prin abuzul de antibiotice se poate înțelege administrarea acestora atunci când nu există o infecție bacteriană, de exemplu într-o infecție virală, precum este gripa, dar și oprirea administrării de antibiotic înaintea finalizării tratamentului, din cauza îmbunătățirii simptomatologiei. Toate aceste practici duc la dezvoltarea de rezistență la antibiotice.

### Animale
Există o dezbatere cu privire la necesitatea includerii antibioticelor în dieta animalelor sănătoase crescute în ferme. Principalul aspect negativ este legat de faptul că aceste practici duc în mod cert la dezvoltarea rezistenței la antibiotice, atât în cazul bacteriilor din sol, cât și în cazul bacteriilor patogene care produc boli la om, precum sunt cele din genurile Salmonella, Campylobacter, Escherichia și Enterococcus. În plus, s-a constatat că emisia de metan în materiile fecale ale vitelor tratate cu tetraciclină sunt crescute cu aproape 80% în comparație cu cele eliminate de animalele netratate. Impactul asupra faunei este vizibil, un exemplu ilustrativ fiind faptul că tetraciclina ajunsă în materiile fecale modifică flora intestinală a gândacului Aphodius fossor.
În ciuda acestor fapte, aceste practici sunt încă perpetuate în țările dezvoltate, datorită intereselor economice ale fermelor. Antibioticele utilizate la animalele de fermă induce o creștere mai rapidă a acestora și previn infecțiile care s-ar putea instala la animale. Toate antibioticele care sunt eliminate prin materiile fecale provoacă o presiune de selecție mare asupra bacteriilor patogene, care ulterior pot provoca infecții severe și greu tratabile la om. În anul 2001, se estima că mai mult de 70% dintre antibiotice erau ingerate prin consumul de alimente de origine animală, precum carnea de găină, de porc și de vită.
Mai recent, a fost semnalată prezența bacteriilor rezistente la antibiotice chiar și în organismul vertebratelor marine, fapt cauzat în principal de imposibilitatea eliminării totale a antibioticelor din apele reziduale, întrucât majoritatea sunt hidrosolubile și se degradează foarte greu.

### Oameni
Abuzul de antibiotice la om se manifestă prin prescrierea de antibiotice atunci când utilizarea acestora nu este necesară. Utilizarea irațională de antibiotice este o practică frecventă în sistemele de sănătate din țările dezvoltate, iar unele patologii pot să fie agravate printr-un tratament necorespunzător sau prin automedicație irațională. Este raportat destul de frecvent consumul de antibiotice fără prescripție medicală pentru tratamentul gripei. Antibioprofilaxia (administrarea antibioticelor înaintea unei potențiale contaminări bacteriene) este o practică absolut necesară în unele cazuri, însă s-a semnalat problema referitoare la practicarea acesteia în domeniul stomatologiei, unde de multe ori se apelează la terapia empirică atunci când nu este necesar.
Există diferite forme prin care se poate interveni pentru reducerea abuzului de antibiotice, atât din partea pacienților, cât și a personalului medical, de exemplu prin reducerea prescripțiilor inadecvate și prin conștientizarea pericolelor implicate. Un rol extrem de important în acest sens ar fi informarea publicului general cu privire la toate problemele care pot fi asociate abuzului de antibiotice. Un exemplu pozitiv este „Ziua europeană a informării despre antibiotice”, care se desfășoară în fiecare an pe 18 noiembrie și care are ca scop informarea cu privire la pericolul pe care îl reprezintă pentru sănătatea publică rezistența la antibiotice și utilizarea prudentă a acestora.

## Alternative la antibioterapie
Odată cu dezvoltarea noilor tehnologii de fabricare a medicamentelor biologice, s-a pus și problema formulării unor alternative la antibioticele clasice sau a unor metode de a contracara fenomenul de rezistență. O metodă presupune utilizarea de bacteriofagi, care sunt virusuri capabile să invadeze celula bacteriană și să altereze genele codificatoare responsabile de rezistența la antibiotice. Terapia cu bacteriofagi se află deja în stadiile incipiente de cercetare, însă aplicabilitatea sa este încă limitată.
De asemenea, sunt cunoscute încă din 1925 bacteriocinele (precum colicina V și lantibioticele), toxine de natură proteică produse de unele specii bacteriene cu scopul de a inhiba creșterea altor bacterii. Diferite studii au încercat utilizarea acestor agenți terapeutici ca alternativă la antibiotice. În urma cercetărilor realizate, s-a sugerat utilizarea acestora în infecțiile gastrointestinale, însă până în prezent bacteriocinele nu au avut parte de succes clinic.

## Rezistența la antibiotice
Unul dintre principalele efecte care survin în urma abuzului de antibiotice este fenomenul de rezistență la antibiotice, care presupune pierderea sensibilității anumitor tulpini bacteriene (care vor fi astfel superioare din punct de vedere fiziologic sau genetic) față de un antibiotic, prin selecție naturală. În contextul infecțiilor, administrarea de antibiotic poate induce creșterea preferențială a bacteriilor rezistente și eliminarea bacteriilor sensibile. Din punct de vedere evolutiv, este de ajuns ca o singură populație mică de bacterii să supraviețuiască unui tratament și să se multiplice, prezentând o sensibilitate mai mică în comparație cu populația care exista la începutul tratamentului. Caracterul de rezistență care a fost dobândit prin supraviețuire va fi transmis următoarelor generații.

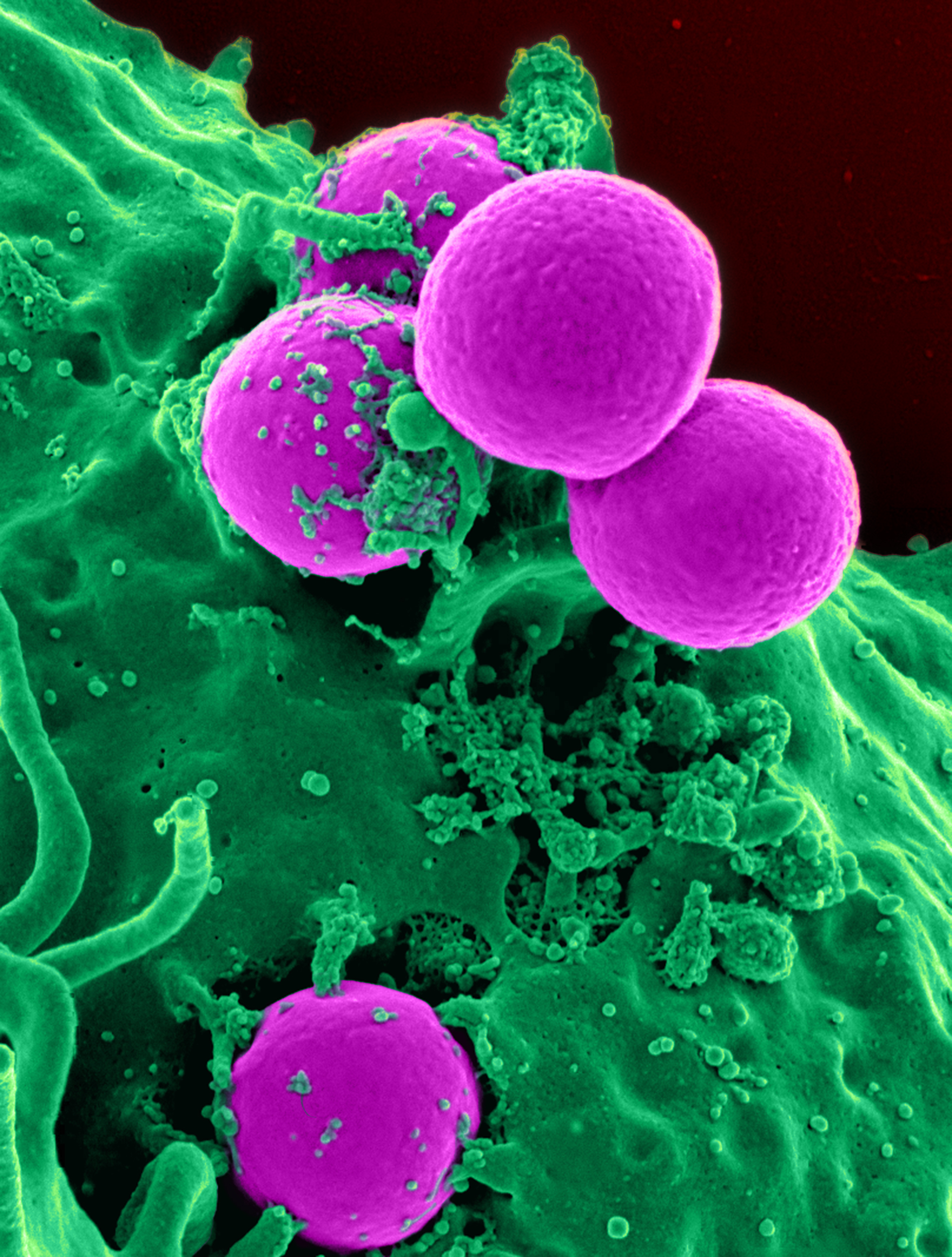
Imagine obținută prin microscopie electronică de scanare a unei neutrofile umane care înglobează celule de stafilococ auriu meticilino-rezistent (MRSA).

Rezistența se poate manifesta prin capacitatea de neutralizare prin degradare a compusului antibiotic, caz care a fost observat la bacteriile din sol care au dezvoltat rezistență la sulfametazină, prezentă în materiile fecale ale porcilor aflați sunt tratament. Supraviețuirea tulpinilor depinde de obicei de transmiterea genetică a factorilor de rezistență, însă dezvoltarea rezistenței poate avea loc și ca urmare a transferului orizontal de gene. În ciuda acestor fapte, dobândirea caracterelor de rezistență necesită un anumit efort din partea microorganismelor, și s-a observat faptul că dacă un antibiotic nu se mai folosește o perioadă, fenomenul este reversibil, cu pierderea virulenței crescute.
Există diverse mecanisme moleculare prin care se poate instala rezistența. În primul rând, unele specii prezintă rezistență intrinsecă la numite antibiotice ca urmare a alcătuirii lor genetice. O diferență în codul genetic conduce la diferențe structurale, astfel că o la anumită specie poată să lipsească ținta moleculară căutată de antibiotic. În al doilea rând, rezistența poate fi dobândită prim mutații cromozomiale sau prin achiziția de ADN extracromozomial. Este posibil ca unele mecanisme de rezistență să fi fost transmise de bacteriile care sintetizează antibiotice naturale, chiar și acestea având mecanisme similare de protecție. Transmiterea factorilor de rezistență la antibiotice are loc prin transferul vertical în timpul creșterii sau prin recombinarea ADN-ului prin transfer orizontal de gene, de exemplu prin intermediul plasmidelor care codifică acești factori.
În trecut, infecțiile bacteriene erau foarte ușor tratabile cu antibiotice simple, precum penicilina, însă pe măsură ce fenomenul de rezistență a luat amploare, au apărut tulpini rezistente la mulți agenți, cum este de exemplu cazul Mycobacterium tuberculosis XDR (engleză Extensively drug-resistant), pentru care tratamentul este greu de instaurat. Această tulpină este rezistentă la izoniazidă, rifampicină, fluorochinolone și cel puțin unul dintre următoarele antituberculoase injectabile: capreomicină, kanamicină sau amikacină. Un alt exemplu bine-cunoscut este Staphylococcus aureus, care în trecut era foarte sensibil la peniciline, însă în prezent aproape toate tulpinile sale sunt rezistente și sunt grupate sub denumirea de stafilococ auriu meticilino-rezistent (MRSA). Exact aceeași situație se regăsește și în cazul enterococului rezistent la vancomicină (VRE). Cei mai frecvenți șase patogeni care au dezvoltat rezistență la antibiotice au fost grupați sub denumirea de grupul ESKAPE, acronim care provine de la denumirea acestora (Enterococcus faecium, Staphylococcus aureus, Klebsiella pneumoniae, Acinetobacter baumannii, Pseudomonas aeruginosa, Enterobacter spp.).

### Mecanisme de rezistență
Principalele mecanisme de rezistență la antibiotice care au fost dezvoltate de către bacterii sunt: modificările moleculei, scăderea permeabilității moleculelor în celulă, schimbarea țintelor moleculare și procesele de natură adaptativă. Dintre acestea, cele mai eficiente metode sunt cele de inactivare chimică a antibioticelor, prin secreția de enzime care alterează strucura lor (prin acetilare, fosforilare, adenilare) sau care distrug toată molecula, fără ca aceasta să mai poată ajunge la ținta moleculară. Modificarea moleculară se regăsește în special la aminoglicozide, iar distrugerea compușilor este foarte comună în cazul beta-lactaminelor, întrucât unele bacterii (precum MRSA) produc beta-lactamaze cu spectru extins (penicilinaze, cefalosporinaze), capabile să le inactiveze total. În unele cazuri, rezistența produsă de enzimele inactivatoare poate fi contracarată, prin co-administrarea antibioticului cu un inhibitor de beta-lactamază (de exemplu, amoxicilină și acid clavulanic).
Un alt mecanism comun este scăderea permeabilității și creșterea efluxului moleculei din celula bacteriană. Bacteriile au dezvoltat mecanisme prin care să prevină intrarea antibioticului în celulă, ceea ce previne atingerea țintei moleculare, în special la speciile Gram-negative. De asemenea, a fost observată încă din anii 1980 producerea unor sisteme bazate pe pompe de eflux, care efectiv scot din celula bacteriană moleculele de antibiotic. De atunci, o mare varietate de clase de pompe de eflux au fost descrise. Totuși, au fost identificați diverși agenți inhibitori ai pompelor de eflux, care pot fi utilizați pentru reducerea rezistenței manifestate prin acest mecanism. O altă metodă de rezistență a bacteriilor se bazează pe prevenirea antibioticului de a interfera cu ținta moleculară, ceea ce se poate realiza prin protecția locului de legare sau modificarea acestuia, cu scăderea afinității antibioticului. Protejarea țintelor moleculare este relevantă din punct de vedere clinic în special în cazul tetraciclinelor, fluorochinolonelor și acidului fusidic, genele codificatoare fiind denumite Tet(M), Tet(O), Qnr, FusB și FusC. Modificarea țintei de acțiune este extrem de comună, și se poate manifesta prin mutații ale genei codificatoare ale țintei, modificări enzimatice la locul de legare sau efectiv prin înlocuirea sau renunțarea la aceasta.
În final, bacteriile sunt organisme cu o capacitate adaptativă impresionantă, ceea ce le permite dezvoltarea de mecanisme sofisticate pentru adaptarea la factori de stres din mediu. În această categorie intră și tratamentul cu antibiotice și atacul sistemului imunitar asupra bacteriilor patogene, care s-au adaptat la a fi foarte rezistente asupra distrugerii celulare. Cele mai comune exemple de fenotipuri de rezistență ca urmare a răspunsului adaptativ celular sunt întâlnit clinic la daptomicină și la vancomicină.

## Obținere industrială
Datorită faptului că antibioticele cele mai frecvent utilizate prezintă origine naturală, fiind metaboliți secundari produși de către unele microorganisme, au fost depuse multe eforturi în implementarea biotehnologiilor, cu dorința de creștere a productivității și a randamentelor de producție. În cazul penicilinei, de exemplu, tulpinile fungice utilizate la nivel industrial produc de 40.000 de ori mai mult antibiotic decât tulpina pe care a izolat-o Fleming. Mai mult, la finalul anilor 1960 s-a descoperit faptul că bacteriile cresc mai rapid în spațiul cosmic, în aceste condiții având o capacitate mai ridicată de a produce antibiotice, de până la 200% în comparație cu producerea în condițiile obișnuite de pe Pământ. În aceeași ordine de idei, se pare că în condițiile scăzute de gravitație bacteriile dezvoltă foarte rapid rezistență.

Schema unui fermentator tip fed-batch utilizat adesea în industria fabricației de antibiotice naturale.

În 1945 au fost produse la nivel industrial mai mult de 646 bilioane de unități de penicilină. În 1980, pe primul loc se clasau cefalosporinele, urmate de ampicilină și de tetraciclină; per total, s-a estimat că producția la nivel mondial de antibiotice în acest an a depășit 100.000 de tone. Costul total pentru introducerea unui nou antibiotic pe piața de medicamente, din stadiul de cercetare și până la dezvoltarea sa, este de aproximativ 1.200 de milioane de dolari. Din aceste considerente, în secolul al XXI-lea antibioticele sunt produse pe scară largă la nivel industrial și sunt comercializate în mod competitiv.
Obținerea antibioticelor la nivel industrial, pornind de la microorganisme, presupune utilizarea proceselor biotehnologice de fermentație, adesea prin metoda fed-batch, asigurându-se condiții optime de creștere ale microorganismului pe medii de cultură, în fermentatoare de capacitate mare (peste 100.000 de litri), astfel încât să producă cantități mari de antibiotice. Factorii care sunt monitorizați includ saturația oxigenului, temperatura, valoarea pH-ului și nivelele de nutrienți prezente în mediul de cultură, depinzând de fiecare microorganism în parte. Antibioticul, după ce este produs ca urmare a metabolismului microorganismului, este extras și supus unor procese de purificare, care depind de natura compusului. De multe ori se dorește realizarea unei semisinteze, fapt pentru care antibioticul este supus unor reacții chimice care au ca scop adiția unor grupe funcționale suplimentare (de exemplu, fabricarea ampicilinei din penicilină prin introducerea unei grupe amino).
O altă abordare prin care se pot obține antibioticele este prin sinteză chimică, prin intermediul unor procese în care nu este necesar să se pornească de la un precursor de origine naturală. Au fost raportate și metode sintetice totale de obținere a antibioticelor care sunt obținute în mod normal natural, pornind de la molecule de carbohidrați. Dezvoltarea antimicrobienelor sintetice prezintă anumite limitări, printre care se numără și dificultatea de a procura compuși enantiomeri puri și de a realiza reacții chimice stereo- și regioselective. În ciuda acestui fapt, sinteza chimică prezintă avantajul posibilității de a obține structuri moleculare care nu pot fi produse pe căi naturale.
Numărul de antibiotice cunoscute a crescut de la aproximativ 500 în 1960 la mai mult de 11.000 în 1994, undeva la jumătate dintre acestea fiind produse de către speciile din genul Streptomyces. Reprezentanții genului Streptomyces sunt în continuare investigați pentru posibilitatea producerii de noi antibiotice, dorindu-se modificări genetice care să producă microorganisme ce pot sintetiza antibiotice superioare.

## Antibiograma
În cele mai multe cazuri este posibilă izolarea anumitor tulpini bacteriene patogene și cultivarea acestora în cultură pură. Deoarece prin diferite mecanisme de apărare unele tulpini au dezvoltat o anumită rezistență, și deci există diferențe în ceea ce privește sensibilitatea în cadrul aceleași specii pentru un anumit antibiotic, este absolut necesară realizarea unei antibiograme pentru determinarea acestei sensibilități, la nivel de laborator clinic. Informațiile obținute prin antibiogramă sunt necesare pentru a decide ce tratament antibiotic poate fi instaurat pentru un anumit pacient infectat.
Totuși, în cazul unor microorganisme, cultivarea poate să fie un proces dificil și anevoios, precum este cazul speciilor din genul Mycobacterium și al bacteriilor strict anaerobe, care se multiplică doar în medii sărăcite în oxigen (Bacteroides și Fusobacterium). De asemenea, se dorește și identificarea rezistenței unor tulpini anume, precum este stafilococul auriu meticilino-rezistent (MRSA) sau enterococul vancomicino-rezistent (VRE), întrucât acestea produc infecții care sunt foarte greu de tratat.
Metodele de testare ale sensibilității la antibiotice pot fi de două tipuri: metode calitative (precum este metoda difuzimetrică Kirby-Bauer) sau metode cantitative, cele din urmă utilizând macro- sau microdiluții și putând fi automatizate.

### Metode cantitative
Metodele cantitative sunt cele mai frecvent utilizate pentru determinarea concentrației minime inhibitorii (CMI), a cărei interpretare este absolut necesară în cazul infecțiilor grave, la pacienții imunocompromiși sau la cei care se află în stare critică. CMI reprezintă cea mai mică concentrație de antibiotic care inhibă creșterea vizibilă a unui microorganism după timpul de incubare. Acestea ajută și la confirmarea rezistenței microorganismelor la anumiți agenți antimicrobieni, dar și pentru determinarea standardelor la antibioticele noi. CMI se pot determina prin metoda diluțiilor succesive în agar (mediu solid) sau bulion (mediu lichid), în conformitate cu anumite standarde stabilite la nivel național.
Metoda diluțiilor în mediu lichid se bazează pe turbiditatea produsă de bacterii în tuburi sau plăcuțe, în funcție de concentrația de antibiotic prezentă. Acest lucru presupune plecarea de la o suspensie bacteriană standardizată în numărul de unități formatoare de colonii per mililitru (CFU/ml), din care se realizează diluții succesive până la stabilirea CMI. Citirea rezultatelor se poate face vizual sau automat. Exact aceeași metodologie se poate aplica și pe medii solide, utilizându-se plăci Petri cu mediu din agar-agar în locul bulionului nutritiv.
O altă metodă cantitativă importantă pentru determinarea rezistenței la antibiotice este metoda E-test, dezvoltată în anii 1980. În aceasta, se plasează pe mediul de cultură pe care a fost inoculată bacteria o bandeletă ce conține un gradient exponențial de antibiotic, iar fiecare CMI este notată la marginea acesteia. La locul de intersecție dintre zona de inhibiție și bandeletă se citește valoare CMI, după cum se poate observa și în figura de mai jos. Metoda a fost adaptată și pentru determinarea sensibilității la fungii patogeni.

### Metode calitative
Metodele calitative sunt frecvent utilizate pentru determinarea sensibilității tulpinilor, dar nu oferă informații referitoare la magnitudinea acesteia. Cea mai utilizată metodă este metoda difuzimetrică Kirby-Bauer, în care mici discuri de celuloză impregnate cu mai multe tipuri de antibiotice sunt atașate la suprafața plăcii de cultură pe care tocmai a fost inoculată bacteria. După incubare, se citesc diametrele zonelor de inhibiție, iar cu ajutorul unor tabele se determină dacă tulpina respectivă este sensibilă, intermediar-rezistentă sau rezistentă la un anumit compus antibacterian. Metoda este de obicei aplicată pentru infecțiile de tract urinar sau pentru alte infecții necomplicate. După cum se poate observa și în figurile de mai jos, bacteriile nu se vor dezvolta în jurul discurilor corespunzătoare antibioticelor la care sunt sensibile, iar cele rezistente vor crește indiferent de prezența antibioticului. O altă metodă care se poate utiliza este metoda Schlichter, care determină diluția de plasmă sanguină a pacientului necesară pentru moartea patogenului, și se face în cazul infecțiilor severe cu stafilococi, streptococi și diverse bacterii Gram-negative.

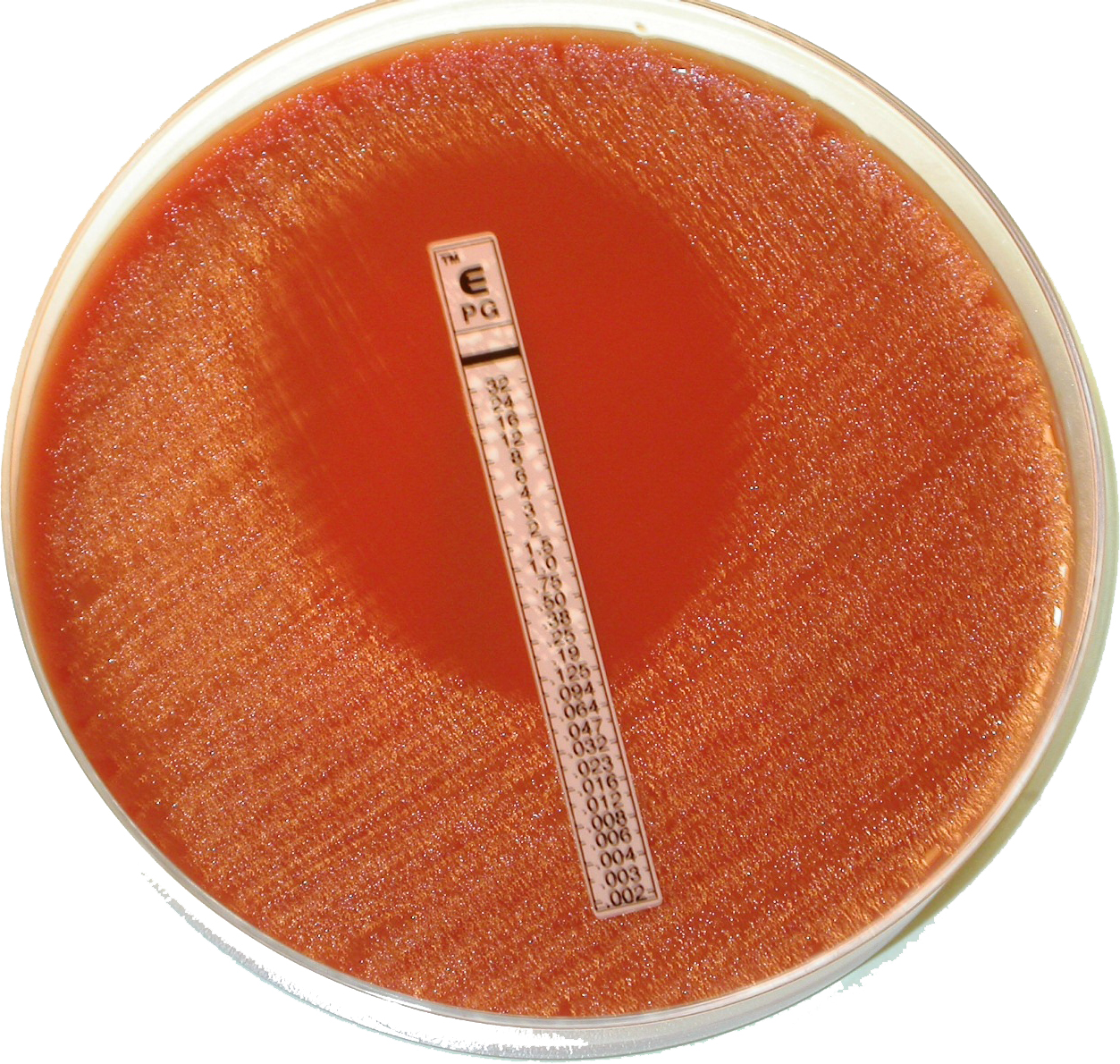
Rezultate ale CMI pentru proba E-test
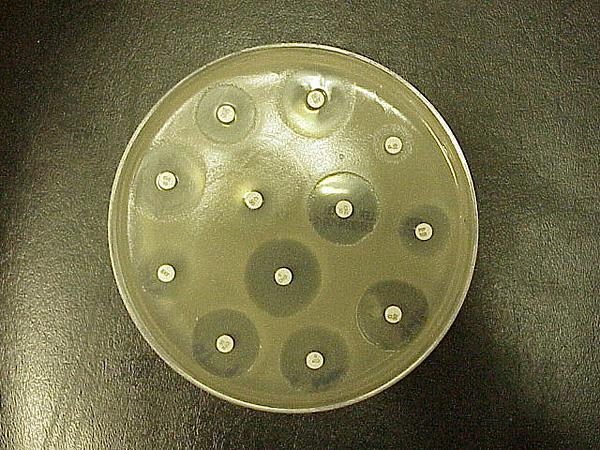
Metoda difuzimetrică Kirby-Bauer
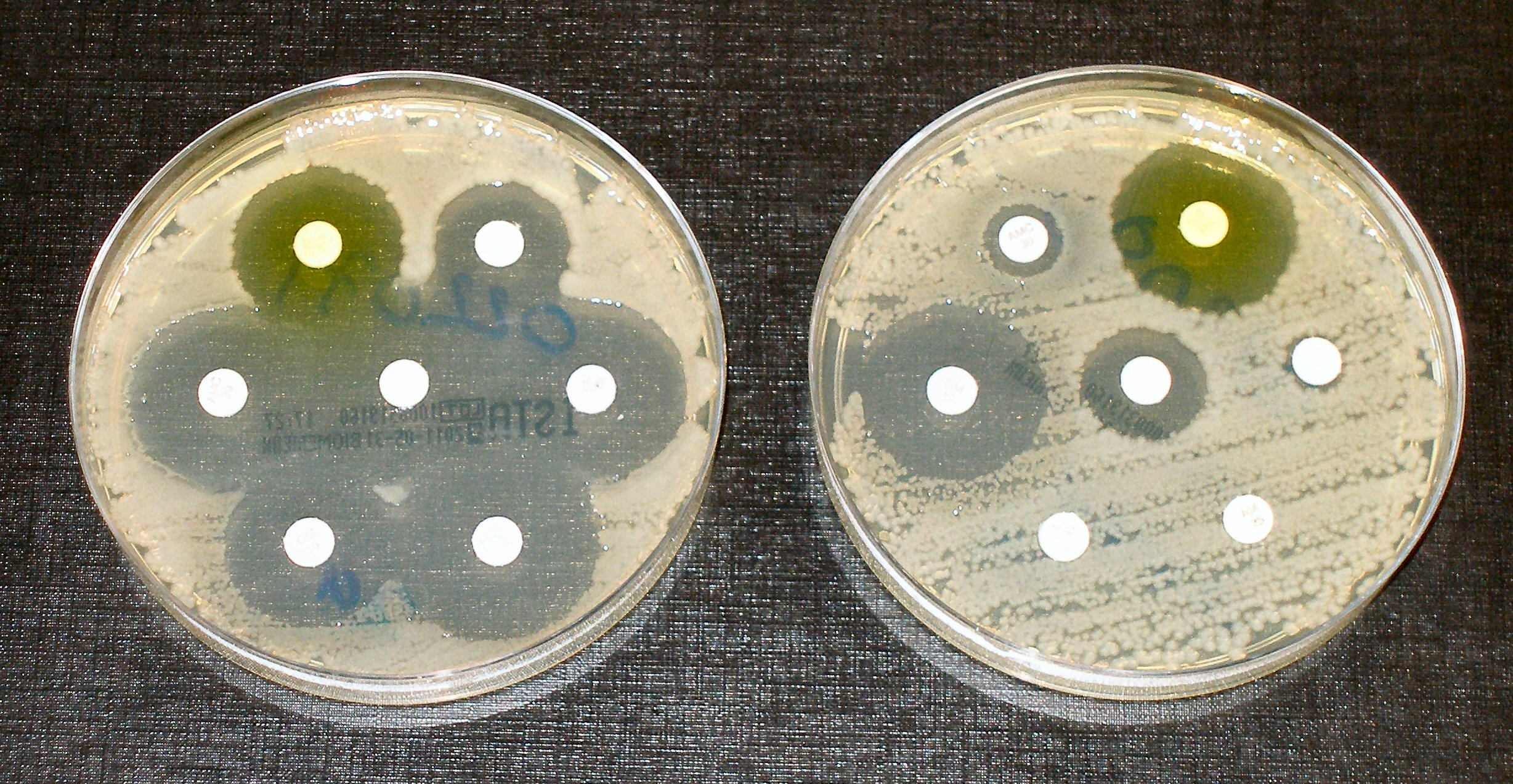
Comparație dintre două antibiograme: tulpină sensibilă (stânga) și rezistentă (dreapta)
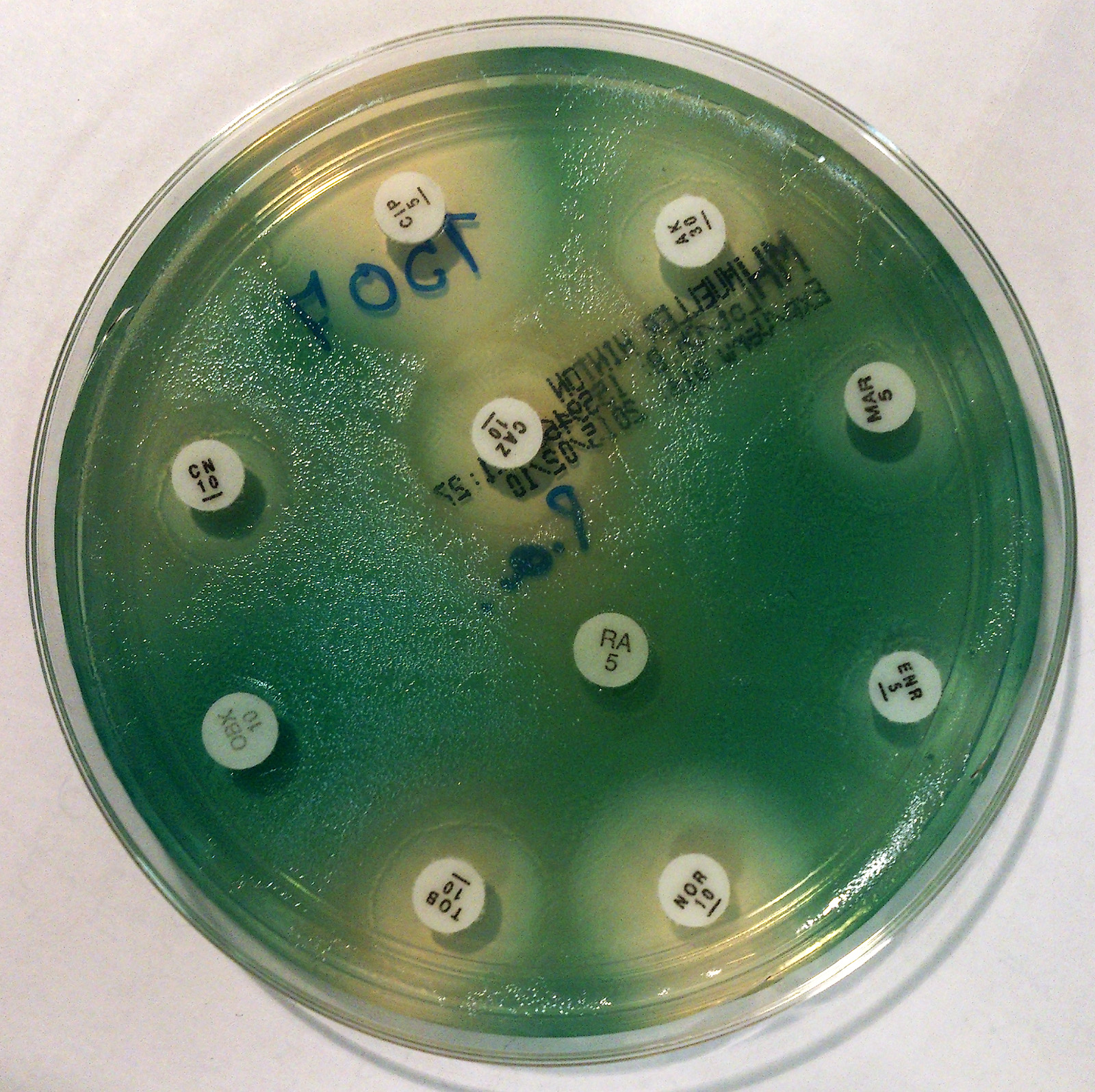
Antibiogramă pentru Pseudomonas aeruginosa
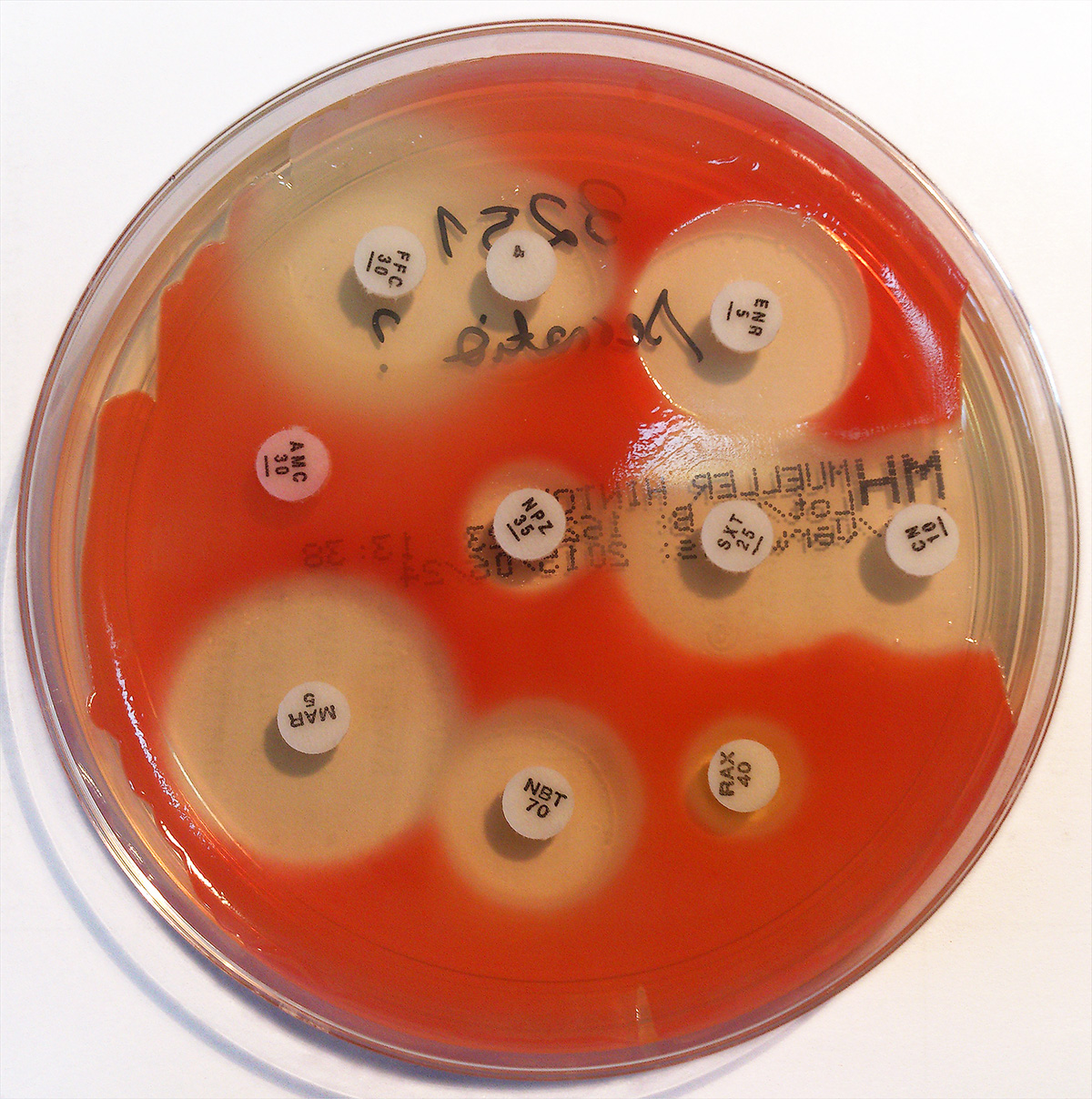
Antibiogramă pentru Serratia marcescens